# Championnat du Kenya d'échecs
Le championnat national d'échecs du Kenya permet de déterminer le meilleur joueur d'échecs kényan est un tournoi d'échecs individuel annuel généralement organisé en décembre et organisé par Chess Kenya. Il s'agit de l'événement phare de l'année et de la première étape du système de qualification pour l'Olympiade d'échecs et les Jeux africains.

## Vainqueurs du championnat mixte et du championnat féminin
Les vainqueurs du championnat du Kenya d'échecs sont désignés depuis 1990 par cette compétition nationale. Certaines années, le championnat n'a pas pu avoir lieu. Pour d'autres années, le point d'interrogation indique qu'il n'y a pas de données, mais pas ça ne veut pas forcément dire que le championnat n'a pas eu lieu.
| Année | Vainqueur du championnat mixte | Championne féminine    |
| ----- | ------------------------------ | ---------------------- |
| 1990  | Lawrence Wanjohi Kagambi       | Anastasiah Mailu       |
| 1991  | Pas d’édition                  | Pas d’édition          |
| 1992  | Pas d’édition                  | Pas d’édition          |
| 1993  | Humphrey Andolo                | ?                      |
| 1994  | Lothar Nicolaiczuk (allemand)  | ?                      |
| 1995  | Humphrey Andolo                | ?                      |
| 1996  | Philip Nicholas Odhiambo       | ?                      |
| 1997  | Humphrey Andolo                | ?                      |
| 1998  | Humphrey Andolo                | ?                      |
| 1999  | Humphrey Andolo                | ?                      |
| 2000  | Pas d’édition                  | Pas d’édition          |
| 2001  | Kenneth Ajode Omolo            | ?                      |
| 2002  | Pas d’édition                  | Pas d’édition          |
| 2003  | Matthew Kamau Kanegeni         | ?                      |
| 2004  | Pas d’édition                  | Pas d’édition          |
| 2005  | Nathan Mukaka Ateka            | Devisalini Sivaraj     |
| 2006  | Benjamin Omondi Magana         | Jane Wambugu           |
| 2007  | Peter Gilruth                  | Janet Rosana           |
| 2008  | Pas d’édition                  | Pas d’édition          |
| 2009  | Pas d’édition                  | Pas d’édition          |
| 2010  | Pas d’édition                  | Pas d’édition          |
| 2011  | Pas d’édition                  | Pas d’édition          |
| 2012  | Pas d’édition                  | Pas d’édition          |
| 2013  | Benjamin Omondi Magana         | Riya Shah              |
| 2014  | Mehul Gohil                    | Sanjana Deshpande      |
| 2015  | Kenneth Ajode Omolo            | Riya Shah              |
| 2016  | Pas d’édition                  | Pas d’édition          |
| 2017  | CM Benjamin Omondi Magana      | Joyce Nyaruai Ndirangu |
| 2018  | Victor Ngani                   | Joyce Nyaruai Ndirangu |
| 2019  | Mehul Gohil                    | Lucy Wanjiru           |
| 2020  |                                |                        |
| 2021  | Martin Njoroge                 | Sasha Mongeli          |
| 2022  | Mehul Gohil                    | Joyce Nyaruai          |
| 2023  | Joseph Methu                   | Sasha Mongeli          |
| 2024  | Robert Mcligeyo                | Sasha Mongeli          |

## Championnat de jeunes
La fédération kenyane parvient à organiser le championnat d'échecs pour toutes les catégories de jeunes. 
En 2018, l'événement rassemble plus de 900 jeunes,. 
En 2019, ils sont plus de 1 600, ce qui en fait le plus grand rassemblement d'échecs de jeunes pour l'Afrique centrale et occidentale. Plusieurs jeunes joueurs avaient réussi à conserver leur titre acquis l'année précédente : Janvi Nipul Shah (filles de moins de 10 ans), Sarah Mumanyi (filles de moins de 14 ans), Timothy Mwabu (garçons de moins de 16 ans) et Dorcus Wanjala (filles de moins de 18 ans).